# Конвенция о биологическом разнообразии
Конве́нция о биологи́ческом разнообра́зии — международное соглашение, принятое в Рио-де-Жанейро 5 июня 1992 года.
Целями Конвенции являются сохранение биологического разнообразия, устойчивое использование его компонентов и справедливое и равное распределение выгод, связанных с использованием генетических ресурсов. Это включает обеспечение необходимого доступа к генетическим ресурсам и путём надлежащей передачи соответствующих технологий с учётом всех прав на такие ресурсы и технологии, а также путём должного финансирования. Также эта конвенция стала большим шагом к победе над шовенизмом.
Конвенция была открыта для подписания 5 июня 1992 года и вступила в силу 29 декабря 1993 года.

## Сохранение ex situ и in situ
Конвенция о биологическом разнообразии предусматривает два основных подхода к сохранению биоразнообразия — in situ и ex situ:
Сохранение ex situ означает сохранение компонентов биологического разнообразия вне их естественных мест обитания. Подразумевается сохранение видов в зоопарках и в лабораториях, а также создание генетических банков данных исчезающих видов с целью в дальнейшем иметь возможность восстановить утерянное (например, путём клонирования).
Сохранение in situ означает сохранение экосистем и естественных мест обитания, а также поддержание и восстановление жизнеспособных популяций видов в их естественной среде, в отношении одомашненных или культивируемых видов — в той среде, в которой они приобрели свои отличительные признаки. Как правило, подразумевается сохранение компонентов биологического разнообразия на особо охраняемых природных территориях (ООПТ): заповедниках, заказниках, национальных парках, памятниках природы и т. п. Особое внимание уделяется на сохранение местообитаний видов и структуры взаимосвязей.

## Стороны, подписавшие Конвенцию
1. Антигуа и Барбуда — 5 июня 1992 года
2. Австралия — 5 июня 1992 года
3. Бангладеш — 5 июня 1992 года
4. Бельгия — 5 июня 1992 года
5. Бразилия — 5 июня 1992 года
6. Финляндия — 5 июня 1992 года
7. Индия — 5 июня 1992 года
8. Индонезия — 5 июня 1992 года
9. Италия — 5 июня 1992 года
10. Лихтенштейн — 5 июня 1992 года
11. Республика Молдова — 5 июня 1992 года
12. Науру — 5 июня 1992 года
13. Нидерланды — 5 июня 1992 года
14. Пакистан — 5 июня 1992 года
15. Польша — 5 июня 1992 года
16. Румыния — 5 июня 1992 года
17. Ботсвана — 8 июня 1992 года
18. Мадагаскар — 8 июня 1992 года
19. Швеция — 8 июня 1992 года
20. Тувалу — 8 июня 1992 года
21. Югославия — 8 июня 1992 года
22. Бахрейн — 9 июня 1992 года
23. Эквадор — 9 июня 1992 года
24. Египет — 9 июня 1992 года
25. Казахстан — 9 июня 1992 года
26. Кувейт — 9 июня 1992 года
27. Люксембург — 9 июня 1992 года
28. Норвегия — 9 июня 1992 года
29. Судан — 9 июня 1992 года
30. Уругвай — 9 июня 1992 года
31. Вануату — 9 июня 1992 года
32. Кот-д’Ивуар — 10 июня 1992 года
33. Эфиопия — 10 июня 1992 года
34. Исландия — 10 июня 1992 года
35. Малави — 10 июня 1992 года
36. Маврикий — 10 июня 1992 года
37. Оман — 10 июня 1992 года
38. Руанда — 10 июня 1992 года
39. Сан-Марино — 10 июня 1992 года
40. Сейшельские Острова — 10 июня 1992 года
41. Шри-Ланка — 10 июня 1992 года
42. Белоруссия — 11 июня 1992 года
43. Бутан — 11 июня 1992 года
44. Бурунди — 11 июня 1992 года
45. Канада — 11 июня 1992 года
46. Китай — 11 июня 1992 года
47. Коморские Острова — 11 июня 1992 года
48. Конго — 11 июня 1992 года
49. Хорватия — 11 июня 1992 года
50. КНДР — 11 июня 1992 года
51. Израиль — 11 июня 1992 года
52. Ямайка — 11 июня 1992 года
53. Иордания — 11 июня 1992 года
54. Кения — 11 июня 1992 года
55. Латвия — 11 июня 1992 года
56. Лесото — 11 июня 1992 года
57. Литва — 11 июня 1992 года
58. Монако — 11 июня 1992 года
59. Мьянма — 11 июня 1992 года
60. Нигер — 11 июня 1992 года
61. Катар — 11 июня 1992 года
62. Тринидад и Тобаго — 11 июня 1992 года
63. Турция — 11 июня 1992 года
64. Украина — 11 июня 1992 года
65. ОАЭ — 11 июня 1992 года
66. Заир — 11 июня 1992 года
67. Замбия — 11 июня 1992 года
68. Афганистан — 12 июня 1992 года
69. Ангола — 12 июня 1992 года
70. Аргентина — 12 июня 1992 года
71. Азербайджан — 12 июня 1992 года
72. Багамские Острова — 12 июня 1992 года
73. Барбадос — 12 июня 1992 года
74. Болгария — 12 июня 1992 года
75. Буркина-Фасо — 12 июня 1992 года
76. Кабо-Верде — 12 июня 1992 года
77. Чад — 12 июня 1992 года
78. Колумбия — 12 июня 1992 года
79. Острова Кука — 12 июня 1992 года
80. Куба — 12 июня 1992 года
81. Кипр — 12 июня 1992 года
82. Дания — 12 июня 1992 года
83. Эстония — 12 июня 1992 года
84. Габон — 12 июня 1992 года
85. Гамбия — 12 июня 1992 года
86. Германия — 12 июня 1992 года
87. Гана — 12 июня 1992 года
88. Греция — 12 июня 1992 года
89. Гвинея — 12 июня 1992 года
90. Гвинея-Бисау — 12 июня 1992 года
91. Ливан — 12 июня 1992 года
92. Либерия — 12 июня 1992 года
93. Малайзия — 12 июня 1992 года
94. Мальдивские Острова — 12 июня 1992 года
95. Мальта — 12 июня 1992 года
96. Маршалловы Острова — 12 июня 1992 года
97. Мавритания — 12 июня 1992 года
98. Макаронезия — 12 июня 1992 года
99. Монголия — 12 июня 1992 года
100. Мозамбик — 12 июня 1992 года
101. Намибия — 12 июня 1992 года
102. Непал — 12 июня 1992 года
103. Новая Зеландия — 12 июня 1992 года
104. Парагвай — 12 июня 1992 года
105. Перу — 12 июня 1992 года
106. Филиппины — 12 июня 1992 года
107. Сент-Китс и Невис — 12 июня 1992 года
108. Самоа — 12 июня 1992 года
109. Сан-Томе и Принсипи — 12 июня 1992 года
110. Свазиленд — 12 июня 1992 года
111. Швейцария — 12 июня 1992 года
112. Таиланд — 12 июня 1992 года
113. Того — 12 июня 1992 года
114. Уганда — 12 июня 1992 года
115. Соединённое Королевство Великобритании и Северной Ирландии — 12 июня 1992 года
116. Объединённая Республика Танзания — 12 июня 1992 года
117. Венесуэла — 12 июня 1992 года
118. Йемен — 12 июня 1992 года
119. Зимбабве — 12 июня 1992 года
120. Алжир — 13 июня 1992 года
121. Армения — 13 июня 1992 года
122. Австрия — 13 июня 1992 года
123. Белиз — 13 июня 1992 года
124. Бенин — 13 июня 1992 года
125. Боливия — 13 июня 1992 года
126. Центрально-Африканская Республика — 13 июня 1992 года
127. Чили — 13 июня 1992 года
128. Коста-Рика — 13 июня 1992 года
129. Джибути — 13 июня 1992 года
130. Доминиканская Республика — 13 июня 1992 года
131. Сальвадор — 13 июня 1992 года
132. Европейское экономическое сообщество — 13 июня 1992 года
133. Франция — 13 июня 1992 года
134. Гватемала — 13 июня 1992 года
135. Гайана — 13 июня 1992 года
136. Гаити — 13 июня 1992 года
137. Венгрия — 13 июня 1992 года
138. Гондурас — 13 июня 1992 года
139. Ирландия — 13 июня 1992 года
140. Япония — 13 июня 1992 года
141. Мексика — 13 июня 1992 года
142. Марокко — 13 июня 1992 года
143. Никарагуа — 13 июня 1992 года
144. Нигерия — 13 июня 1992 года
145. Панама — 13 июня 1992 года

В 1995 году Российская Федерация ратифицировала конвенцию по биологическому разнообразию, взяв при этом на себя ряд обязательств, в том числе обязательство по разработке национальной стратегии по сохранению биоразнообразия. Стратегия была утверждена 5 июня 2001 г. на Национальном форуме по сохранению биоразнообразия и получила дальнейшее развитие в документе 2014 года.

## Картахенский протокол по биобезопасности
В январе 2000 года к конвенции был принят Картахенский протокол по биобезопасности.
Вступил в силу в 2003—2004 годах.

## Нагойский протокол
29 октября 2010 года был принят Нагойский протокол регулирования доступа к генетическим ресурсам и совместного использования на справедливой и равной основе выгод от их применения.
В июле 2014 года на Конвенции о биологическом разнообразии было объявлено о том, что получено необходимое количество документов о ратификации (50). Протокол вступил в силу 12 октября 2014 года.